# Lezja
Lezja (łac. laesio – uszkodzenie) – patologiczne lub sztuczne (w celu doświadczalnym) uszkodzenie narządu lub tkanki.
Lezją może być nazwana zmiana nadżerkowa, owrzodzenie, zanikowe zmiany zapalne.
W terminologii psychologicznej oznacza usunięcie określonego obszaru mózgu, przecięcie połączeń bądź zniszczenie tkanki mózgowej w celach badawczych.

Przeczytaj ostrzeżenie dotyczące informacji medycznych i pokrewnych zamieszczonych w Wikipedii.